# Campeonato Paraibano de Futebol de 2006
O Campeonato Paraibano de Futebol do ano de 2006 foi organizado pela Federação Paraibana de Futebol, teve início no dia 15 de Janeiro de 2006 e fim em 29 de Maio do mesmo ano. Teve como maior goleada na Botafogo x Esporte de Patos , no qual o Botafogo imprimiu uma diferença de cinco gols no Auto Esporte.

## Regulamento
O campeonato é dividido em dois turnos. Turno e returno. Os nove times jogam entre si nos turnos. Em cada turno se classificam quatro equipes para as semifinais nesta novamente se classificam dois clubes que vão para a final. Nos dois turnos as semifinais e as finais serão disputadas em duas partidas. O clube de melhor campanha joga por resultados iguais.

### Decisão
Os campeões de cada turno fazem a final do campeonato em dois jogos, com o clube de melhor campanha jogando por resultados iguais. Caso o mesmo clube vença os dois turnos ele é automaticamente o campeão.

## Participantes
| Equipe                | Cidade         | Em 2005              | Estádio         | Capacidade | Títulos (mais recente) |
| --------------------- | -------------- | -------------------- | --------------- | ---------- | ---------------------- |
| Atlético Cajazeirense | Cajazeiras     | 5º (Paraibano 2005)  | Perpetão        | 6.000      | 1 (2002)               |
| Botafogo              | João Pessoa    | 3º (Paraibano 2005)  | Almeidão        | 35.000     | 25 (2003)              |
| Campinense            | Campina Grande | 4º (Paraibano 2005)  | Amigão          | 35.000     | 18 (2008)              |
| Desportiva Guarabira  | Guarabira      | 2º (2ª Divisão 2005) | Sílvio Porto    | 4.000      | 0 (Não Possui)         |
| Esporte               | Patos          | 1º (2ª Divisão 2005) | José Cavalcanti | 5.000      | 1 (2005)               |
| Nacional-C            | Cabedelo       | 7º (Paraibano 2005)  | Amigão          | 35.000     | 1 (2004)               |
| Nacional-P            | Patos          | 4º (Paraibano 2005)  | José Cavalcanti | 5.000      | 1 (2007)               |
| Sousa                 | Sousa          | 1º (Paraibano 2005)  | Marizão         | 10.000     | 2 (2009)               |
| Treze                 | Campina Grande | 1º (Paraibano 2005)  | Amigão          | 35.000     | 14 (2006)              |